# Ulbeca

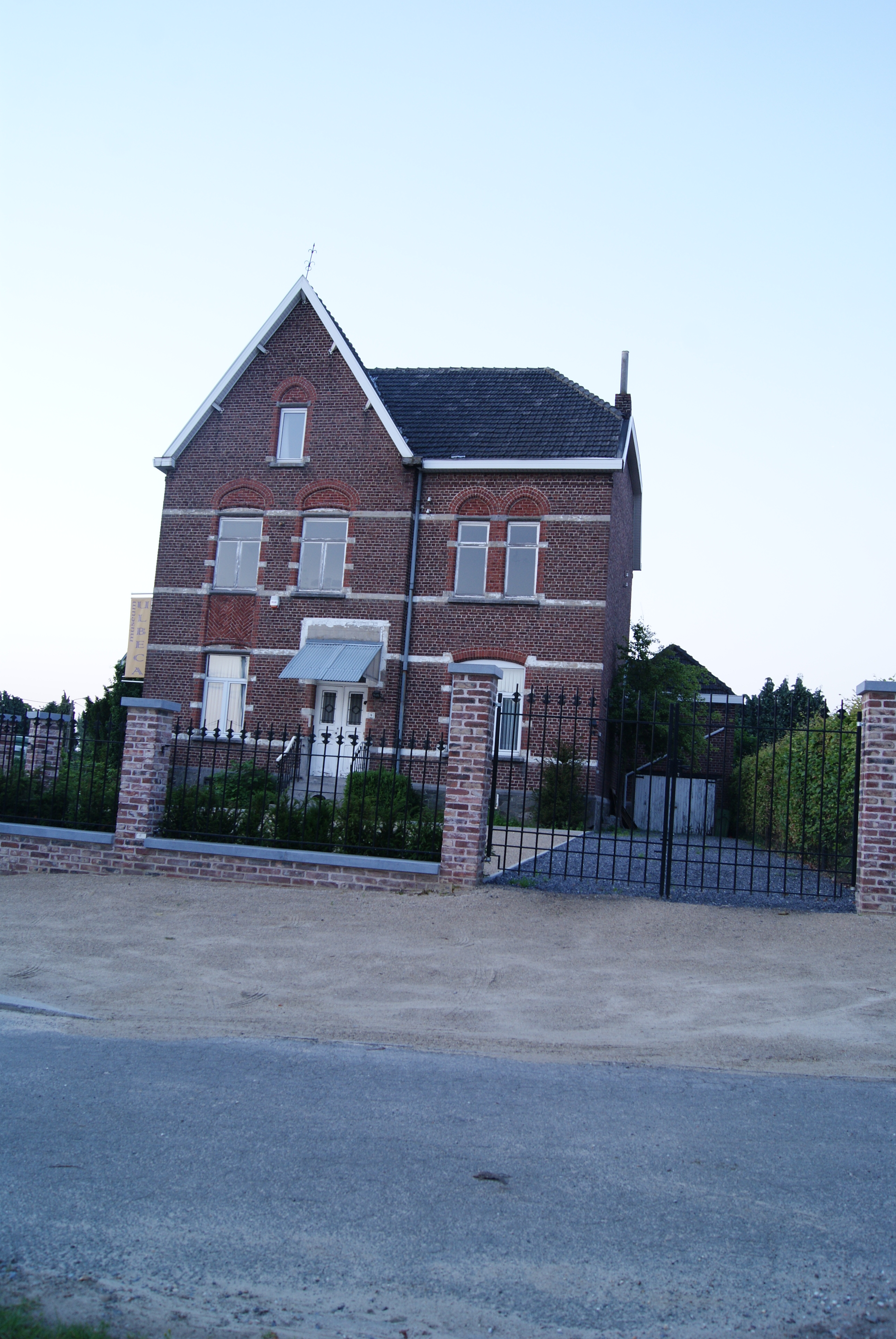
Pastorie, waarin het museum is ondergebracht

Ulbeca is de naam van een streekmuseum te Ulbeek.
Dit museum werd in 1998 opgericht. Aanvankelijk werd het ondergebracht in de mouttoren van de oude Brouwerij Hayen. Deze werd echter verkocht. Vanaf 2010 bevindt het museum zich in de oude pastorie (uit 1906) aan Ulbeekstraat 18, nadat de pastoor aldaar met pensioen ging.
In het museum zijn archeologische vondsten uit de steentijd en de bronstijd te vinden. Deze werden verzameld door de Ulbekenaar Millie Henkaerts. Ook zijn er foto's die heemkundige betekenis hebben, waaronder materiaal dat betrekking heeft op Brouwerij Hayen.